# Juliette Kemppi
Juliette Mikaela Kemppi (nacida el 14 de mayo de 1994) es una futbolista profesional finlandesa que juega como delantera en el Växjö DFF en la Damallsvenskan.

## Carrera
Kemppi jugó su primer partido en la Naisten Liiga con el TPS Turku en 2010, tres semanas antes de cumplir 16 años. Estuvo en el once titular en el segundo partido de la temporada y marcó el primer gol del partido contra el FC Honka en el minuto 17, pero al final su equipo tuvo que admitir la derrota por 1-5. Fue su primer partido completo de dos en la temporada, además de ser sustituida ocho veces y entrar como reemplazo en siete ocasiones, anotando otros dos goles.
En las dos temporadas siguientes disputó 22 partidos pero sólo pudo marcar un gol.
Para la temporada 2013 se mudó al Åland United, donde marcó doce goles en 23 partidos y ganó su único campeonato hasta la fecha.
En la temporada siguiente marcó 14 goles. Pero no pudieron defender el título del campeonato. Aunque después de la ronda de liga regular ocuparon el primer lugar, en la ronda final fueron relegados al segundo lugar por el PK-35 Vantaa.
Para la temporada 2015 cruzó el Mar Báltico hasta la Damallsvenskan para fichar por el AIK Solna. En 17 partidos sólo convirtió un gol y al final de la temporada el AIK tuvo que descender a la última posición de la tabla.

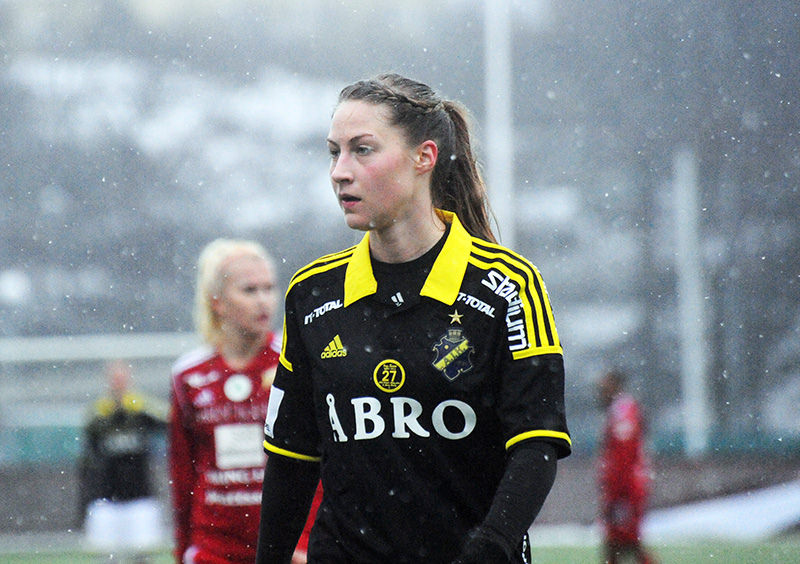
Juliette Kemppi en enero de 2015 durante un partido del AIK Solna

Luego se mudó con sus vecinos escandinavos y jugó en la Toppserien para el Kolbotn IL. En la primera temporada marcó seis goles en 22 partidos. Después de terminar cuarto en 2016, evitó por poco el descenso como penúltimo en 2017, y Kemppi luego pasó al campeón LSK Kvinner FK.
Allí solo hizo una aparición en el once inicial, pero eso terminó después de 79 minutos. Entró como suplente en nueve partidos más. Por lo tanto, en la actual temporada se mudó a Bristol City WFC en la FA Women's Championship.
La temporada terminó para ellos y para Bristol en sexto lugar. A esto le siguió otro traslado al recién fundado club de segunda división London City Lionesses.
Las Leonas terminaron su primera temporada en cuarto lugar. Tampoco se consiguió el ascenso en la temporada 2020/21. Para la temporada 2021 se mudó al Växjö DFF en la Damallsvenskan. Disputó diez partidos de liga y marcó un gol, pero descendió con el club al final de la temporada.
Para la temporada 2022 se trasladó al recién llegado a la liga IFK Kalmar.
| Año       | Club                  | Apariciones | Goles |
| --------- | --------------------- | ----------- | ----- |
| 2010–2012 | TPS Turku             | 61          | 4     |
| 2013–2014 | Åland United          | 46          | 26    |
| 2015      | AIK Solna             | 17          | 1     |
| 2016–2017 | Kolbotn IL            | 44          | 11    |
| 2018      | LSK Kvinner FK        | 10          | 0     |
| 2018–2019 | Bristol City WFC      | 14          | 1     |
| 2019–2021 | London City Lionesses | 34          | 0     |
| 2021      | Växjö DFF             | 10          | 1     |
| 2022–     | IFK Kalmar            | 15          | 5     |

Apariciones y goles en la liga nacional del club, actualizados al 19 de junio de 2022.

## Selección nacional
Kemppi disputó seis partidos en la fallida clasificación para el Campeonato Europeo Femenino Sub-17 de la UEFA 2010-11 y marcó dos goles.
La clasificación para el Campeonato Europeo Femenino Sub-19 de la UEFA 2013 fue más exitosa. Jugó nuevamente en los seis partidos y ayudó a llegar a la fase final con cuatro goles. Allí pudo igualar la ventaja de su rival en los partidos contra Alemania y Suecia. Sólo no pudo marcar en la única victoria, el 1-0 contra Noruega, y en la derrota por 0-4 en la semifinal contra Inglaterra. Al llegar a semifinales, las finlandesas ya se habían clasificado para la Copa Mundial Femenina de Fútbol Sub-20 de 2014 en Canadá, para el que Kemppi estaba nominado. Participó en los tres partidos de la fase de grupos y marcó los goles de su equipo en las derrotas contra Ghana (1:2) y Canadá (2:3). Como también perdió contra Corea del Norte, quedó eliminado tras los partidos de la fase de grupos con tres derrotas.
Ya había sido nominada para un partido de Clasificación de UEFA para la Copa Mundial Femenina de Fútbol de 2015 contra Austria en septiembre de 2013, pero no disputó su primer partido internacional con la selección femenina de Finlandia hasta el 5 de abril de 2014 contra Hungría, donde jugó más de 90 minutos en la victoria por 4-0 en Győr. Cinco días después, marcó su primer gol con la selección absoluta en el partido de vuelta, que también ganó 4-0, para poner el 2-0, pero fue sustituida una hora después. Siguieron tres apariciones más en la clasificación. En el último partido le dio a su equipo una ventaja de 1-0 contra los franceses, que ya se habían clasificado para el Mundial, pero al final perdieron 1-3 y sólo quedaron terceros. De ganar, habrían accedido al play-off por el segundo puesto del grupo.
En la Clasificación para la Eurocopa Femenina 2017, que también fracasó, solo tuvo tres apariciones breves, con un total de 58 minutos. Debido a una derrota por 2-3 contra Portugal, en la que solo se quedó en el banquillo, se perdieron el play-off para el segundo puesto del grupo.
En la fallida Clasificación de UEFA para la Copa Mundial Femenina de Fútbol de 2019 fue sustituida intermitentemente en tres ocasiones.
En febrero de 2021, los finlandeses volvieron a clasificarse para una fase final de una Eurocopa Femenina. En la clasificación tuvo cinco apariciones cortas por un total de 116 minutos y marcó el último gol finlandés de la clasificación en el tiempo de descuento en el último partido contra Chipre para dejar el marcador final 5-0.
En los primeros seis partidos Clasificación de UEFA para la Copa Mundial Femenina de Fútbol de 2023, solo tuvo dos breves apariciones: la victoria por 2-1 contra Eslovaquia y la victoria por 6-0 contra Georgia.
El 9 de junio de 2022 fue nominada para la fase final de la Eurocopa Femenina 2022.
| Año       | Categoría | Apariciones | Goles |
| --------- | --------- | ----------- | ----- |
| 2010–2011 | Sub-17    | 6           | 2     |
| 2012–2013 | Sub-19    | 10          | 6     |
| 2010–2011 | Sub-20    | 3           | 3     |
| 2014–     | Absoluta  | 63          | 5     |

Partidos internacionales y goles de selecciones nacionales, actualizados al 27 de junio de 2022.